# Їчунь (Цзянсі)
Їчунь (кит. спр. 宜春市, піньїнь: Yíchūn Shì) — місто-округ в східнокитайській провінції Цзянсі.

## Географія
Їчунь розташовується на заході провінції.

### Клімат
Місто знаходиться у зоні, котра характеризується вологим субтропічним кліматом. Найтепліший місяць — липень із середньою температурою 28.9 °C (84 °F). Найхолодніший місяць — січень, із середньою температурою 5.8 °С (42.4 °F).
| Клімат Їчуня            | Клімат Їчуня | Клімат Їчуня | Клімат Їчуня | Клімат Їчуня | Клімат Їчуня | Клімат Їчуня | Клімат Їчуня | Клімат Їчуня | Клімат Їчуня | Клімат Їчуня | Клімат Їчуня | Клімат Їчуня | Клімат Їчуня |
| Показник                | Січ.         | Лют.         | Бер.         | Квіт.        | Трав.        | Черв.        | Лип.         | Серп.        | Вер.         | Жовт.        | Лист.        | Груд.        | Рік          |
| Середня температура, °C | 5,8          | 7            | 11,5         | 17,5         | 22,4         | 25,7         | 28,9         | 28,6         | 24,6         | 19,1         | 13,3         | 8            | 17,7         |
| Норма опадів, мм        | 67.4         | 111.9        | 168.8        | 226.7        | 254.9        | 230.4        | 131.5        | 126.4        | 81.1         | 87.2         | 74.5         | 52.6         | 1613.4       |
| Днів з опадами          | 13,5         | 14,7         | 19           | 19,4         | 18,2         | 15,3         | 9,8          | 10,4         | 9,5          | 11,5         | 11,4         | 11,6         | 164,3        |
| Вологість повітря, %    | 76.9         | 81           | 82           | 81.3         | 79.9         | 80.5         | 73.3         | 73.9         | 75.8         | 75.7         | 76.1         | 74.5         | 77.6         |
| ----------------------- | ------------ | ------------ | ------------ | ------------ | ------------ | ------------ | ------------ | ------------ | ------------ | ------------ | ------------ | ------------ | ------------ |
| Джерело: Weatherbase    |              |              |              |              |              |              |              |              |              |              |              |              |              |

## Адміністративний поділ
Місто поділяється на 1 район, 3 міста і 6 повітів:
| Карта                                                                     | Карта    | Карта    | Карта            |
| ------------------------------------------------------------------------- | -------- | -------- | ---------------- |
| Тунгу Ваньцзай Юаньчжоу Їфен Шангао Цзін'ань Фенсінь Гаоань Чжаншу Фенчен |          |          |                  |
| Статус                                                                    | Назва    | Оригінал | Населення (2020) |
| Район                                                                     | Юаньчжоу | 袁州区   | 1 121 707        |
| Місто                                                                     | Гаоань   | 高安市   | 744 694          |
| Місто                                                                     | Фенчен   | 丰城市   | 1 065 641        |
| Місто                                                                     | Чжаншу   | 樟树市   | 485 649          |
| Повіт                                                                     | Ваньцзай | 万载县   | 486 435          |
| Повіт                                                                     | Їфен     | 宜丰县   | 252 974          |
| Повіт                                                                     | Тунгу    | 铜鼓县   | 116 418          |
| Повіт                                                                     | Фенсінь  | 奉新县   | 268 617          |
| Повіт                                                                     | Цзін'ань | 靖安县   | 121 800          |
| Повіт                                                                     | Шангао   | 上高县   | 343 767          |